# Plasmodium ovale
Plasmodium ovale is een parasiet die malaria tertiana (derdedaagse koorts) veroorzaakt. Van de vier typen malaria komt malaria als gevolg van P. ovale het minst voor. De ziekte wordt voornamelijk aangetroffen in Afrika ten zuiden van de Sahara. Een onderzoek uit 1969 toonde aan, dat het daar vrij veel voorkomt.
De weinige gevallen buiten dit gebied komen meestal voor bij reizigers die de ziekte uit Afrika hebben meegenomen. Heel zelden komt deze aandoening voor wanneer muggen die P. ovale bij zich dragen, onbedoeld uit Afrika naar andere gebieden van de wereld worden vervoerd in onder meer vliegtuigen, schepen, containers en bagage. Dit type malaria wordt ook wel vliegveldmalaria genoemd.

## Ziektebeeld
Malaria veroorzaakt door P. ovale geeft dezelfde symptomen als malaria veroorzaakt door andere Plasmodium-soorten: koorts, hoofdpijn, spierpijn, misselijkheid, braken, diarree. De behandeling is dezelfde als bij andere malariasoorten.

## Literatuur

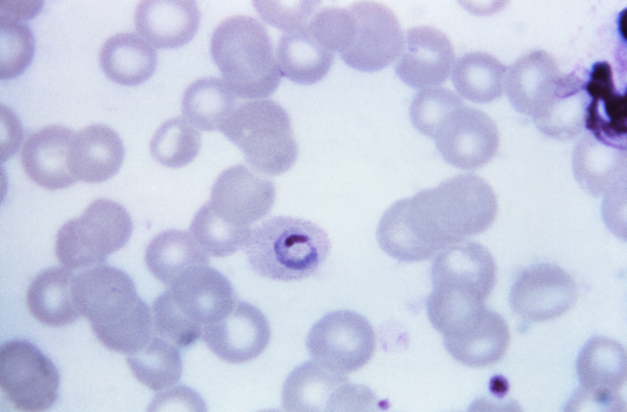